# Francolinus
Genre
Francolinus est un genre d'oiseaux de la famille des Phasianidae. Ces espèces sont incapables de voler.

## Liste des espèces
Selon la classification du Congrès ornithologique international (version 2.2, 2009) :
- Francolin noir - Francolinus francolinus
- Francolin peint - Francolinus pictus
- Francolin perlé - Francolinus pintadeanus
- Francolin gris – Francolinus pondicerianus
- Francolin multiraie – Francolinus gularis

Autrefois ce genre regroupait une quarantaine d'espèces, mais elles ont été séparées dans les genres Peliperdix, Scleroptila, Dendroperdix et Pternistis.

## Répartition géographique

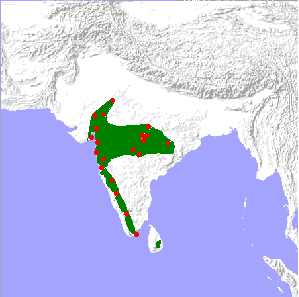
Francolinus pictus
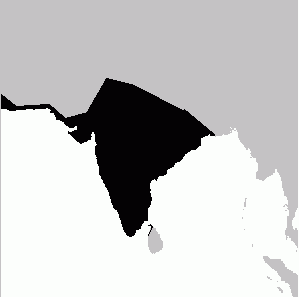
Francolinus pondicerianus